# Lista de deputados estaduais do Rio Grande do Norte da 55.ª legislatura
Essa é uma lista de deputados estaduais eleitos no Rio Grande do Norte para o período 1991-1995.

## Composição das bancadas
| Partido | Líder                 | Bancada | Posição  |
| ------- | --------------------- | ------- | -------- |
| PMDB    | Carlos Eduardo Alves  | 10 / 24 | Oposição |
| PFL     | Carlos Augusto Rosado | 5 / 24  | Governo  |
| PL      | Raimundo Fernandes    | 4 / 24  | Governo  |
| PDS     | Nelter Queiroz        | 3 / 24  | Governo  |
| PDT     | Leonardo Arruda       | 1 / 24  | Oposição |
| PT      | Júnior Souto          | 1 / 24  | Oposição |

## Deputados estaduais
| Número | Deputados estaduais eleitos          | Partido | Votação | Percentual | Cidade onde nasceu | Unidade federativa  |
| 11111  | Nelter Queiroz                       | PDS     | 25.979  | 2,74%      | Jucurutu           | Rio Grande do Norte |
| 25628  | Carlos Alberto Marinho de Oliveira   | PFL     | 24.052  | 2,54%      | Natal              | Rio Grande do Norte |
| 25336  | Carlos Augusto de Sousa Rosado       | PFL     | 22.630  | 2,39%      | Mossoró            | Rio Grande do Norte |
| 15674  | Cipriano Correia                     | PMDB    | 20.907  | 2,21%      | Santana do Matos   | Rio Grande do Norte |
| 22973  | Ronaldo da Fonseca Soares            | PL      | 20.255  | 2,14%      | Assu               | Rio Grande do Norte |
| 11801  | Manoel do Carmo dos Santos           | PDS     | 19.456  | 2,05%      | Santo Antônio      | Rio Grande do Norte |
| 15479  | Robinson Faria                       | PMDB    | 18.942  | 2,00%      | Natal              | Rio Grande do Norte |
| 25612  | Nélson Hermógenes de Medeiros Freire | PFL     | 17.423  | 1,84%      | Natal              | Rio Grande do Norte |
| 22895  | Raimundo Fernandes                   | PL      | 16.157  | 1,71%      | São Miguel         | Rio Grande do Norte |
| 22101  | Francisco Carlos Brilhante           | PL      | 15.659  | 1,65%      | Macaíba            | Rio Grande do Norte |
| 25357  | José Adécio Costa                    | PFL     | 15.386  | 1,62%      | Pedro Avelino      | Rio Grande do Norte |
| 15741  | Lauro Gonçalves Bezerra              | PMDB    | 15.259  | 1,61%      | Santa Cruz         | Rio Grande do Norte |
| 22731  | Valério Alfredo Mesquita             | PL      | 15.029  | 1,59%      | Macaíba            | Rio Grande do Norte |
| 25718  | Getúlio Rêgo                         | PFL     | 14.985  | 1,58%      | Portalegre         | Rio Grande do Norte |
| 15923  | Carlos Eduardo Alves                 | PMDB    | 14.920  | 1,57%      | Rio de Janeiro     | Rio de Janeiro      |
| 15536  | Antônio de Farias Capistrano         | PMDB    | 14.004  | 1,48%      | Pau dos Ferros     | Rio Grande do Norte |
| 15917  | Antônio Jácome                       | PMDB    | 13.169  | 1,39%      | Sousa              | Paraíba             |
| 15632  | Frederico Rosado                     | PMDB    | 12.419  | 1,31%      | Mossoró            | Rio Grande do Norte |
| 15661  | José Patrício de Figueiredo Júnior   | PMDB    | 12.334  | 1,30%      | Alexandria         | Rio Grande do Norte |
| 11166  | Irami Araújo                         | PDS     | 11.854  | 1,25%      | Parnamirim         | Rio Grande do Norte |
| 15841  | Álvaro Costa Dias                    | PMDB    | 10.871  | 1,15%      | Caicó              | Rio Grande do Norte |
| 12967  | Leonardo Câmara                      | PDT     | 10.518  | 1,11%      | Santa Maria        | Rio Grande do Norte |
| 15393  | José Dias                            | PMDB    | 10.276  | 1,08%      | Umarizal           | Rio Grande do Norte |
| 13236  | Manoel Junior Souto de Souza         | PT      | 10.004  | 1,05%      | Natal              | Rio Grande do Norte |